# 反對比特幣法律示威
反對比特幣法律示威或反對比特幣立法示威，是一個反對政府將比特幣立法成為法定貨幣的示威活動。該示威活動發生在2021年，薩爾瓦多政府將比特幣立法定為法定貨幣後觸發的一系列示威活動。該國是全球首個將比特幣及加密貨幣定為法定貨幣的國家。

## 背景
比特幣是全球首個加密貨幣，於2009年推出。薩爾瓦多政府在2021年計劃將比特幣定為法定貨幣，法案在2021年6月9日在萨尔瓦多立法议会中以大比數(84人投票，62人贊成)，比特幣最終在2021年9月7日定為法定貨幣。 此法案讓薩爾瓦多成為全球首個以加密貨幣及比特幣為法定貨幣的國家。法案通過後，美元及比特幣均為薩爾瓦多的法定貨幣。
但是, 由於比特幣的去中心化及匿名化，往往被批評為很容易用作洗黑錢及避稅的工具。 此外，比特幣的匯率常有大幅波動，亦令人質疑是否適合作為法定貨幣。
在2021年8月，當地報章La Prensa Gráfica調查發現，約四分三市民表示，不會使用比特幣作為日常交易。

## 示威活動
自法案推出後，該國有不少的示威活動，反對比特幣立法。
比較大規模的反比特幣示威，發生在2021年9月15日，當時數千人上街遊行，反對比特幣立法。部分示威者焚毀了該國數個比特幣自動櫃員機，以表不滿。